# Fáta
A Fáta latin eredetű olasz női név, jelentése: tündér.

## Gyakorisága
Az 1990-es években szórványos név, a 2000-es években nem szerepel a 100 leggyakoribb női név között.

## Névnapok
- február 23.[2]
- október 12.[5]